# اسپانگولیت
اسپانگولیت  (به انگلیسی: Spangolite) با فرمول شیمیایی Cu6Al[Cl - (OH)12 - SO4].3H2O از مجموعه کانی هاست و دراسیدها محلول و درآب غیر محلول است. از نام N.Spang (آمریکا) گرفته شده‌است. دراسیدها محلول و درآب غیر محلول است. CuO:۵۹٫۸۲٪  Al2O۳:۶٫۳۹٪  SO۳:۱۰٫۰۳٪  Cl:۴٫۴۴٪  H2O:۲۰٫۳۲٪  برای اولین بار در یونان کشف شد و از نظر شکل بلور: منشورهای کوتاه - پهن و کوتاه، رنگ: سبزتیره - سبزمتمایل به آبی - سبز زمردی، شفافیت: شفاف - نیمه شفاف، شکستگی: صدفی، جلا: شیشه ای، رخ: کامل - مطابق با، سیستم تبلور: هگزاگونال و در رده‌بندی سولفات است و منشأ تشکیل آن ثانوی است.
همایند کانی‌شناسی (پارانژ) آن - تیرولیت- آزوریت- آدامیت- مالاکیت است
، از نظر ژیزمان بلوری تقریباْ کمیاب است و بیشتر در رومانی، یونان، ایتالیا، انگلستان و آمریکا یافت می‌شود.

## منبع
- پردیس کشاورزی ایران